# Liste der Kulturdenkmale in Altmärkische Höhe
In der Liste der Kulturdenkmale in Altmärkische Höhe sind alle Kulturdenkmale der Gemeinde Altmärkische Höhe und ihrer Ortsteile aufgelistet. Grundlage ist das Denkmalverzeichnis des Landes Sachsen-Anhalt, das auf Basis des Denkmalschutzgesetzes des Landes Sachsen-Anhalt vom 21. Oktober 1991 durch das Landesamt für Denkmalpflege und Archäologie Sachsen-Anhalt erstellt und seither laufend ergänzt wurde (Stand: 25. Februar 2015).

## Kulturdenkmale nach Ortsteilen

### Boock
| Lage                                       | Bezeichnung | Beschreibung | Erfassungs- nummer | Ausweisungsart | Bild   |
| ------------------------------------------ | ----------- | ------------ | ------------------ | -------------- | ------ |
| Boock (ehemals: Dorfstraße) (Karte)        | Brunnen     |              | 094 36541          | Baudenkmal     | BW     |
| Boock (ehemals: Dorfstraße) (Karte)        | Pumpe       |              | 094 36542          | Baudenkmal     | BW     |
| Boock o. Nr. (ehemals: Dorfstraße) (Karte) | Kirche      |              | 107 35015          | Baudenkmal     | Kirche |

### Bretsch
| Lage                           | Bezeichnung  | Beschreibung | Erfassungs- nummer | Ausweisungsart | Bild           |
| ------------------------------ | ------------ | --- | ------------------ | -------------- | -------------- |
| Dorfstraße (Karte)             | Kirche       | Ende 12. – Mitte 13. Jh. erbaute dreiteilige einschiffige Kirche im romanisch-gotischen Übergangsstil aus Feldsteinmauerwerk mit spitzbogigen Fenstern und westlichem Breitturm, darin Erbbegräbnisstätte derer von Einbeck und von der Schulenburg | 094 36370          | Baudenkmal     | Weitere Bilder |
| Dorfstraße 30 (Karte)          | Bauernhof    | | 094 36371          | Baudenkmal     | BW             |
| Dorfstraße, vor Nr. 32 (Karte) | Distanzstein | | 094 36658          | Kleindenkmal   | Distanzstein   |
| Dorfstraße 34 (Karte)          | Stall        | | 094 36659          | Baudenkmal     | BW             |
| Dorfstraße 39, 39b (Karte)     | Rittergut    | | 094 97981          | Baudenkmal     | BW             |
| Lindenweg 8, 8a (Karte)        | Bauernhof    | | 094 36657          | Baudenkmal     | BW             |

### Dewitz
| Lage                                        | Bezeichnung            | Beschreibung | Erfassungs- nummer | Ausweisungsart | Bild           |
| ------------------------------------------- | ---------------------- | ------------ | ------------------ | -------------- | -------------- |
| Dewitz o. Nr. (ehemals: Dorfstraße) (Karte) | Dorfkirche Dewitz      | Kirche       | 094 36372          | Baudenkmal     | Weitere Bilder |
| Ortsausgang Richtung Gagel (Karte)          | Transformatorenstation |              | 094 36661          | Baudenkmal     | BW             |

### Drüsedau
| Lage                                          | Bezeichnung  | Beschreibung | Erfassungs- nummer | Ausweisungsart | Bild         |
| --------------------------------------------- | ------------ | ------------ | ------------------ | -------------- | ------------ |
| Drüsedau o. Nr. (ehemals: Dorfstraße) (Karte) | Kirche       |              | 094 36373          | Baudenkmal     | Kirche       |
| Drüsedau, vor Nr. 18 (Karte)                  | Distanzstein |              | 094 36660          | Kleindenkmal   | Distanzstein |

### Einwinkel
| Lage                                           | Bezeichnung | Beschreibung | Erfassungs- nummer | Ausweisungsart | Bild   |
| ---------------------------------------------- | ----------- | ------------ | ------------------ | -------------- | ------ |
| Einwinkel o. Nr. (ehemals: Dorfstraße) (Karte) | Kirche      |              | 107 35016          | Baudenkmal     | Kirche |

### Gagel
| Lage                                       | Bezeichnung  | Beschreibung                           | Erfassungs- nummer | Ausweisungsart | Bild         |
| ------------------------------------------ | ------------ | -------------------------------------- | ------------------ | -------------- | ------------ |
| Gagel o. Nr. (ehemals: Dorfstraße) (Karte) | Kirche       |                                        | 094 36397          | Baudenkmal     | Kirche       |
| Gagel 12, 14, 17–25, 27–37, 39–43 (Karte)  | Ortskern     |                                        | 094 36671          | Denkmalbereich | BW           |
| Gagel 28 (ehemals: Dorfstraße 28) (Karte)  | Bauernhof    |                                        | 094 36670          | Baudenkmal     | BW           |
| Gagel, vor Nr. 51 (Karte)                  | Distanzstein | Preußischer Viertelmeilenwürfel (0302) | 094 36669          | Kleindenkmal   | Distanzstein |

### Heiligenfelde
| Lage                                               | Bezeichnung | Beschreibung | Erfassungs- nummer | Ausweisungsart | Bild   |
| -------------------------------------------------- | ----------- | ------------ | ------------------ | -------------- | ------ |
| Heiligenfelde o. Nr. (ehemals: Dorfstraße) (Karte) | Kirche      |              | 094 36414          | Baudenkmal     | Kirche |
| Heiligenfelde 26 (ehemals: Dorfstraße 26) (Karte)  | Bauernhaus  |              | 094 36413          | Baudenkmal     | BW     |

### Kossebau
| Lage                                                | Bezeichnung        | Beschreibung | Erfassungs- nummer | Ausweisungsart | Bild   |
| --------------------------------------------------- | ------------------ | ------------ | ------------------ | -------------- | ------ |
| Kastanienallee o. Nr. (ehemals: Dorfstraße) (Karte) | Kirche             |              | 094 36433          | Baudenkmal     | Kirche |
| Kastanienallee 20 (ehemals: Dorfstraße 20) (Karte)  | Bauernhaus         |              | 094 36428          | Baudenkmal     | BW     |
| Kastanienallee 25 (ehemals: Dorfstraße 25) (Karte)  | Bauernhaus         |              | 094 36429          | Baudenkmal     | BW     |
| Kastanienallee 28 (ehemals: Dorfstraße 28) (Karte)  | Bauernhaus         |              | 094 36430          | Baudenkmal     | BW     |
| Kastanienallee 38 (ehemals: Dorfstraße 38) (Karte)  | Bauernhaus         |              | 094 36431          | Baudenkmal     | BW     |
| Kastanienallee 71 (ehemals: Dorfstraße 71) (Karte)  | Wirtschaftsgebäude |              | 094 36432          | Baudenkmal     | BW     |

### Losse
| Lage                                                   | Bezeichnung | Beschreibung | Erfassungs- nummer | Ausweisungsart | Bild   |
| ------------------------------------------------------ | ----------- | ------------ | ------------------ | -------------- | ------ |
| Losse o. Nr. (ehemals: Dorfstraße) (Karte)             | Kirche      |              | 094 36444          | Baudenkmal     | Kirche |
| Losse 1 (ehemals: Dorfstraße 1) (Karte)                | Bauernhof   |              | 094 36665          | Baudenkmal     | BW     |
| Losse 6, 8–11, 14–18, 50 (ehemals: Dorfstraße) (Karte) | Ortskern    |              | 094 36668          | Denkmalbereich | BW     |
| Losse 9 (ehemals: Dorfstraße 9) (Karte)                | Bauernhof   |              | 094 36666          | Baudenkmal     | BW     |
| Losse 10 (ehemals: Dorfstraße 10) (Karte)              | Bauernhaus  |              | 094 36667          | Baudenkmal     | BW     |
| Losse 11 (ehemals: Dorfstraße 11) (Karte)              | Bauernhaus  |              | 094 36443          | Baudenkmal     | BW     |

### Lückstedt
| Lage                                           | Bezeichnung | Beschreibung | Erfassungs- nummer | Ausweisungsart | Bild   |
| ---------------------------------------------- | ----------- | ------------ | ------------------ | -------------- | ------ |
| Lückstedt o. Nr. (ehemals: Dorfstraße) (Karte) | Kirche      |              | 094 36445          | Baudenkmal     | Kirche |

### Priemern
| Lage                                             | Bezeichnung | Beschreibung | Erfassungs- nummer | Ausweisungsart | Bild      |
| ------------------------------------------------ | ----------- | ------------ | ------------------ | -------------- | --------- |
| Priemern o. Nr. (ehemals: Dorfstraße) (Karte)    | Kirche      |              | 094 36374          | Baudenkmal     | Kirche    |
| Priemern 2, 7 (ehemals: Dorfstraße 2, 7) (Karte) | Rittergut   |              | 094 36375          | Baudenkmal     | Rittergut |

### Rathsleben
| Lage                                            | Bezeichnung | Beschreibung | Erfassungs- nummer | Ausweisungsart | Bild   |
| ----------------------------------------------- | ----------- | ------------ | ------------------ | -------------- | ------ |
| Rathsleben o. Nr. (ehemals: Dorfstraße) (Karte) | Kirche      |              | 094 36434          | Baudenkmal     | Kirche |

### Stapel
| Lage                                        | Bezeichnung | Beschreibung | Erfassungs- nummer | Ausweisungsart | Bild   |
| ------------------------------------------- | ----------- | ------------ | ------------------ | -------------- | ------ |
| Stapel o. Nr. (ehemals: Dorfstraße) (Karte) | Kirche      |              | 094 36447          | Baudenkmal     | Kirche |

### Tannenkrug
| Lage                                   | Bezeichnung  | Beschreibung | Erfassungs- nummer | Ausweisungsart | Bild         |
| -------------------------------------- | ------------ | ------------ | ------------------ | -------------- | ------------ |
| B 190, Abzweig nach Losse (Karte)      | Distanzstein |              | 094 36663          | Kleindenkmal   | Distanzstein |
| B 190, Abzweig nach Lindenberg (Karte) | Distanzstein |              | 094 36664          | Kleindenkmal   | Distanzstein |

### Wohlenberg
| Lage                                            | Bezeichnung | Beschreibung | Erfassungs- nummer | Ausweisungsart | Bild   |
| ----------------------------------------------- | ----------- | ------------ | ------------------ | -------------- | ------ |
| Wohlenberg o. Nr. (ehemals: Dorfstraße) (Karte) | Kirche      |              | 094 36448          | Baudenkmal     | Kirche |

## Legende
In den Spalten befinden sich folgende Informationen:
- Lage: Nennt den Straßennamen und wenn vorhanden die Hausnummer des Kulturdenkmals. Die Grundsortierung der Liste erfolgt nach dieser Adresse. Der Link „Karte“ führt zu verschiedenen Kartendarstellungen und nennt die geographischen Koordinaten.
Link zu einem Kartenansichtstool, um Koordinaten zu setzen. In der Kartenansicht sind Baudenkmale ohne Koordinaten mit einem roten bzw. orangen Marker dargestellt und können in der Karte gesetzt werden. Baudenkmale ohne Bild sind mit einem blauen bzw. roten Marker gekennzeichnet, Baudenkmale mit Bild mit einem grünen bzw. orangen Marker.
- Offizielle Bezeichnung: Nennt den Namen, die Bezeichnung oder zumindest die Art des Kulturdenkmals und verlinkt, soweit vorhanden, auf den Artikel zum Objekt.
- Beschreibung: Nennt bauliche und geschichtliche Einzelheiten des Kulturdenkmals, vorzugsweise die Denkmaleigenschaften.
- Erfassungsnummer: Für jedes Kulturdenkmal wird in Sachsen-Anhalt eine 20stellige Erfassungsnummer vergeben. Die letzten zwölf Ziffern werden für die Untergliederung nach Teilobjekten genutzt und werden nur angegeben, soweit vergeben. In dieser Spalte kann sich folgendes Icon  befinden, dies führt zu Angaben zu diesem Baudenkmal bei Wikidata.
- Ausweisungsart: Die Einordnung des Denkmales nach § 2 Abs. 2 DenkmSchG LSA
- Bild: Ein Bild des Denkmales, und gegebenenfalls einen Link zu weiteren Fotos des Kulturdenkmals im Medienarchiv Wikimedia Commons. Wenn man auf das Kamerasymbol klickt, können Fotos zu Kulturdenkmalen aus dieser Liste hochgeladen werden: